# 張明毅
张明毅（1847年—1915年），字绍荣，号迪卿，又号棣琴，晚号培园逸叟，清朝政治人物。

## 生平
同治十二年（1873年）中癸酉科第122名举人，十三年（1874年）中甲戌科第82名进士。光緒四年（1878年）授四川乐山知县。光緒十年（1884年），因父故丁忧服丧，又孝母养终，有意不再涉仕途，回石家坊闲居13年。因人们对其离任颇有微词，光緒二十三年（1897年）母亲病故后，又返回四川，历任綦江、金堂、垫江、蒲江、梁山、安县等县知县。授花翎三品衔，后升补眉州直隶州知州，二品顶戴，四川补用道，诰授通议大夫，晋授资政大夫。
张明毅在川任职期间，请命放赈，严惩讼魁，责行新法，奖进文学，兴修水利，资尚蚕桑。受到当地百姓称颂。他在乐山符溪凿山疏渠、清淤筑堰，惠及乡里，被誉为“张公堰”。为了防止污吏使奸，张明毅棹舟巡堤，并在舟中听讼断案。有诗赞曰：但求民隐无留滞，一叶扁舟即讼庭。
清光绪三十三年（1907年），张明毅因病辞官，回归故里，自号培园逸叟，日种菊陶情，夜呤诗明志。著有《培园诗文稿》四卷，诗入《近代诗选》。八年后，病逝于石甲坊岗高屋场。